# نيتازوكسانيد
نيتازوكسانيد (بالإنجليزية: Nitazoxanide)‏ هو دواء يُستعمل في علاج:
- داء خفيات الأبواغ[9]
- داء الجيارديات[9]

## دوره
يلعب هذا الدواء دورًا في علاج الأمراض كونه:
- مثبط إنزيم
- مضادات الطفيليات